# Dressé pour tuer
Pour plus de détails, voir Fiche technique et Distribution.
Dressé pour tuer (White Dog) est un film américain réalisé par Samuel Fuller et sorti en 1982. Il s'agit d'une libre adaptation du roman Chien blanc de Romain Gary.
Le film suit Julie, une jeune actrice, qui recueille un berger blanc suisse après l'avoir accidentellement renversé sur la voie publique. Elle l’emmène chez le vétérinaire et se prend soudain d'une certaine passion, et même d'un attachement profond pour le chien. Mais elle se rend vite compte que le chien a été dressé pour tuer les personnes de peau noire. Julie refuse toute euthanasie et décide d'emmener le chien dans un zoo, chez un dresseur, Keys (noir lui-même), pour en exorciser le racisme et le désir de tuer.

## Synopsis
À la période du mouvement américain des droits civiques, Julie Sawyer heurte accidentellement un chien de berger blanc. Après que le vétérinaire l'ait soigné, Julie l'héberge dans sa propriété afin de retrouver ses maîtres. Un intrus essaie de l'agresser, mais le chien lui porte secours. Elle décide de devenir sa maîtresse, mais son petit ami Roland Graele ne le supporte pas. On apprendra que le chien a été dressé par un mystérieux propriétaire raciste blanc pour tuer les gens de couleur. Le chien sort dans la nuit hors de la propriété et tue un camionneur noir. Au studio, Julie emmène le chien avec elle et il blesse une actrice noire devant des gens.
Julie transfère le chien chez un professionnel nommé M. Carruthers qui insiste pour euthanasier le chien. Un autre dresseur noir de chiens, nommé Keys, cherche à éduquer le chien : il porte une protection et séquestre le chien à l'intérieur d'un grand enclos, ce sera Keys qui le nourrira et non Julie.
Le chien s'évade et tue une personne âgée noire dans une chapelle. Keys le capture et le protège des autorités afin de le rééduquer. Il signale que le chien peut être rééduqué ou soigné. Il songe que les racistes blancs cesseront de dresser des chiens de son espèce. 
Par chance, le chien est ami avec Keys. Julie confronte le vrai maître du chien et ses deux petites filles, qui sont venues le récupérer. Elle se manifeste en disant que le chien est rééduqué par ses ennemis les noirs devant lui et ses petits-enfants et Julie part à l'établissement de M. Carruthers. À l'instant où Julie et Keys sont ravis de la bonne relation avec le chien, soudain, le chien agresse M. Carruthers. Keys porte secours à M. Carruthers et se trouve alors obligé de l'abattre.
Pour finir, Julie et Keys transportent M. Carruthers, blessé.

## Fiche technique
- Titre français : Dressé pour tuer
- Titre original : White Dog
- Réalisation : Samuel Fuller
- Scénario : Samuel Fuller et Curtis Hanson, d'après le roman Chien blanc de Romain Gary
- Chef opérateur : Bruce Surtees
- Musique : Ennio Morricone
- Montage : Bernard Gribble (en)
- Production : Jon Davison
- Pays :  États-Unis
- Format : Couleur
- Durée : 84 minutes
- Dates de sortie : 
  - France : 7 juillet 1982
  - États-Unis : 12 novembre 1982
- Interdit aux moins de 12 ans[Où ?]
- Affiche : Jouineau Bourduge (France)

## Distribution
- Kristy McNichol (VF : Maïk Darah) : Julie Sawyer
- Paul Winfield (VF : Med Hondo) : Keys
- Burl Ives (VF : Jacques Dynam) : Carruthers
- Jameson Parker (VF : José Luccioni) : Roland Gray
- Dick Miller (VF : Jacques Richard) : un dresseur
- Robert Ritchie (VF : François Leccia) : un dresseur
- Vernon Weddle (VF : Roger Crouzet) : le vétérinaire
- Samuel Fuller (VF : Henry Djanik) : Charlie Felton
- Marshall Thompson (VF : Marc de Georgi) : le réalisateur
- Paul Bartel (VF : Yves Barsacq)  : le cameraman
- Richard Monahan (VF : Claude Joseph)  : l'assistant du réalisateur
- Neyle Morrow : l'ingénieur du son
- Clifford A. Pellow (VF : Georges Aubert) : le shérif

## Anecdotes
- Un des chiens qui joue dans Dressé pour tuer apparaît aussi dans le film Body Double, tourné en 1984 par Brian De Palma[1].
- Il a fallu cinq bergers allemands pour jouer le rôle du fameux chien blanc[2].
- Lors de la scène du studio, Julie et son amie jouent une scène dans une gondole à Venise, évoquant la maison du poète Lord Byron. C'est un clin d'œil au film The Naked Kiss (Police spéciale) du même réalisateur. Dans ce film Lord Byron est le poète préféré de l'héroïne Kelly et de son mari Grant qui lui montre ses films qu'il a réalisé à Venise lors d'une séquence onirique.